# Issiodoromys
L'issiodoromio (gen. Issiodoromys) è un roditore estinto. Visse tra l'Oligocene inferiore e il Miocene inferiore (circa 32 – 22 milioni di anni fa) e i suoi resti fossili sono stati ritrovati in Europa (principalmente in Francia).

## Descrizione
Questo piccolo animale, della taglia simile a quella di un porcellino d'India, doveva possedere un aspetto simile a quello di un odierno degu (Octodon degus), con un corpo raccolto, una lunga coda e arti piuttosto corti. Il cranio presentava alcune specializzazioni davvero insolite, in particolare per un roditore così arcaico: la dentatura includeva i denti della zona delle guance (premolari e molari) che erano sostanzialmente costituiti da due prismi colonnari affiancati. Questo tipo di dentatura si riscontra in alcuni caviomorfi attuali. Come questi ultimi, Issiodoromys possedeva inoltre bolle uditive rigonfie.

## Classificazione
Issiodoromys appartiene ai teridomorfi, un gruppo di roditori primitivi dalla dentatura caratteristica; in particolare, Issiodoromys fu l'ultimo rappresentante sopravvissuto dei teridomiidi, e si estinse solo nel Miocene inferiore probabilmente a causa della competizione con altri roditori più evoluti. Le ultime forme di Issiodoromys svilupparono in maniera eccezionale i molari ipsodonti, con corone alte quasi un centimetro. L'estrema somiglianza della dentatura di Issiodoromys con quella dei roditori sudamericani caviomorfi aveva indotto inizialmente i paleontologi a ritenere che questi due gruppi fossero strettamente imparentati. Altri teridomiidi dotati di molari molto alti furono Archaeomys e Blainvillimys. 

## Paleoecologia
Il tipo di dentatura di Issiodoromys, così simile a quella dei roditori sudamericani appartenenti ai caviomorfi, e la presenza delle bolle timpaniche rigonfie, indicano che probabilmente questi antichi roditori vivevano in un ambiente simile a quello dei caviomorfi attuali, tipici di luoghi semidesertici. Le mutate condizioni climatiche della fine dell'Oligocene causarono l'estinzione dei teridomiidi, eccezion fatta per Issiodoromys che riuscì a fronteggiare il cambiamento grazie alle sue specializzazioni.